# Oscar za najlepszy film

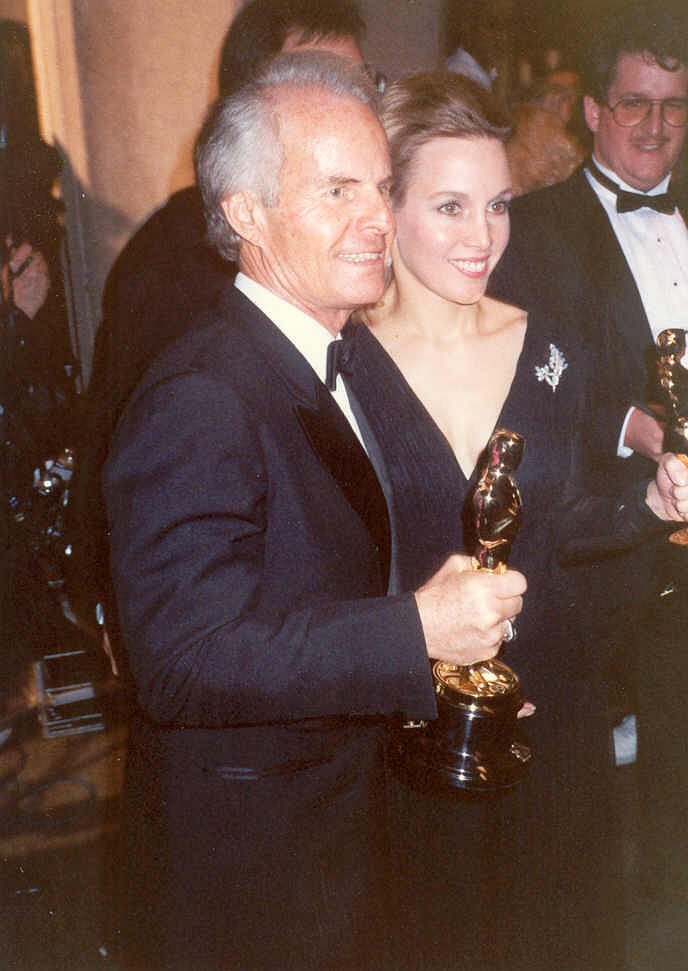
Producent Richard D. Zanuck i jego żona Lili Fini z Oscarami za wyprodukowanie filmu Wożąc panią Daisy, 26 marca 1990

Nagroda Akademii za najlepszy film (The Academy Award for Best Motion Picture) to jedna z Nagród Akademii Filmowej (Oscarów). Kategoria za najlepszy film jest jedyną kategorią Oscarów, w której uprawnienia do głosu posiada każdy członek Amerykańskiej Akademii Sztuki i Wiedzy Filmowej.
Oscar w tej kategorii jest praktycznie nagrodą za najlepszy anglojęzyczny film fabularny – jak dotąd, poza kilkoma wyjątkami, nominacje otrzymywały wyłącznie filmy w języku angielskim.
W 2009 roku po zmianie regulaminu, w tej kategorii Akademia znów zaczęła nominować 10 filmów (dotychczas 5).

## Zasady przyznawania
Oscar za najlepszy film jest przyznawany na innych zasadach niż w pozostałych kategoriach. Laureat nie jest wyłaniany poprzez największą liczbę głosów od członków Amerykańskiej Akademii Sztuki i Wiedzy Filmowej, lecz poprzez specjalny algorytm. Głosujący wymieniają 10 filmów z punktami od 1 do 10 według preferencji. Jeśli ponad 50% głosujących wskazało tego samego kandydata na pierwszym miejscu swojej listy, automatycznie zostaje on laureatem. W przeciwnym wypadku wdrażany jest inny algorytm. Filmy, którym nikt nie przyznał maksymalnej liczby punktów, są wyeliminowane, następnie stosowana jest metoda rekurencyjna. W każdym etapie film z najmniejszą liczbą wskazań na pierwszym miejscu zostaje wyeliminowany. Dla każdego członka, który wskazał go na pierwszym miejscu, ich drugie wybory awansują na pierwsze miejsce. Procedura kończy się, gdy wyłoniony jest film z ponad 50% głosami, gdzie jest wskazany na pierwszym miejscu.

### Zasady związane z inkluzywnością
W 2020 Akademia ogłosiła dodatkowe zasady dla kategorii, mające na celu wdrażanie zasad związanych z inkluzywnością. Zostały one po raz pierwszy wprowadzone od 96. edycji (w 2024). Zdefiniowane zostały dwie kategorie mniejszości:
- niedoreprezentowane grupy rasowe lub etniczne: żółtoskórzy, Latynosi, czarnoskórzy (w tym Afroamerykanie), ludy tubylcze (w tym Indianie i rdzenni mieszkańcy Alaski), mieszkańcy Bliskiego Wschodu i Afryki Północnej, Hawajczycy oraz rdzenni mieszkańcy pozostałych wysp Oceanu Spokojnego,
- niedoreprezentowane grupy tożsamościowe: kobiety, społeczność LGBTQ+, niepełnosprawni fizycznie lub intelektualnie, głusi i niedosłyszący.

Aby być zakwalifikowanym do nominacji, film musi należeć do co najmniej dwóch z czterech poniższych grup.
- Grupa A to filmy, w których spełniony jest co najmniej jeden z warunków:
  - co najmniej jeden główny lub istotny drugoplanowy aktor pochodzi z niedoreprezentowanej grupy rasowej lub etnicznej,
  - co najmniej 30% obsady pochodzi z niedoreprezentowanej grupy tożsamościowej,
  - główny wątek fabularny dotyczy jednej z tych grup.
- Grupa B to filmy, w których spełniony jest co najmniej jeden z warunków:
  - jako liderzy departamentów produkcji pracowały co najmniej dwie osoby z niedoreprezentowanej grupy rasowej lub etnicznej, z czego co najmniej jedna z nich jest z niedoreprezentowanej grupy tożsamościowej,
  - co najmniej sześć osób pracujących nad filmem pochodzi z niedoreprezentowanej grupy rasowej lub etnicznej,
  - co najmniej 30% osób pracujących nad filmem pochodzi z niedoreprezentowanej grupy tożsamościowej.
- Grupa C to filmy, przy których wytwórnia oferowała osobom z niedoreprezentowanej grupy tożsamościowej płatne staże lub inne formy zatrudnienia oraz szkolenia.
- Grupa D to filmy, których wytwórnie lub dystrybutorzy zatrudniają na wysokich stanowiskach kierowniczych związanych z marketingiem, reklamą lub dystrybucją co najmniej kilka osób z niedoreprezentowanej grupy tożsamościowej[4].

## Laureaci i nominowani
Laureaci są wyróżnieni żółtym kolorem tła i pogrubieniem pisma

### 1927–1929
| Rok               | Tytuł filmu                      | Tytuł oryginalny                   | Wytwórnia                          | Producent filmu |
| ----------------- | -------------------------------- | ---------------------------------- | ---------------------------------- | --------------- |
| 1927-1928         |                                  |                                    |                                    |                 |
| Skrzydła          | Wings                            | Paramount Famous Lasky             | Lucien Hubbard                     |                 |
| Banda             | The Racket                       | United Artists                     | Howard Hughes                      |                 |
| Siódme niebo      | Seventh Heaven                   | Fox Film Corporation               | William Fox                        |                 |
| 1927–1928         |                                  |                                    |                                    |                 |
| Wschód słońca     | Sunrise: A Song of Two Humans    | Fox Film Corporation               | William Fox                        |                 |
| Chang             | Chang: A Drama of the Wilderness | Paramount Famous Lasky             | Merian C. Cooper Ernest Schoedsack |                 |
| Człowiek z tłumu  | The Crowd                        | Metro-Goldwyn-Mayer                | Irving Thalberg                    |                 |
| 1928–1929         |                                  |                                    |                                    |                 |
| Melodia Broadwayu | The Broadway Melody              | Metro-Goldwyn-Mayer                | Harry Rapf                         |                 |
| Alibi             | Alibi                            | Feature Productions United Artists | Roland West                        |                 |
| Hollywood Revue   | The Hollywood Revue of 1929      | Metro-Goldwyn-Mayer                | Harry Rapf                         |                 |
| W starej Arizonie | In Old Arizona                   | Fox Film Corporation               | Winfield Sheehan                   |                 |
| Patriota          | The Patriot                      | Paramount Famous Lasky             | Ernst Lubitsch                     |                 |

### 1930–1939
| Rok                             | Tytuł filmu                    | Tytuł oryginalny                          | Wytwórnia                                          | Producent filmu |
| ------------------------------- | ------------------------------ | ----------------------------------------- | -------------------------------------------------- | --------------- |
| 1929–1930                       |                                |                                           |                                                    |                 |
| Na Zachodzie bez zmian          | All Quiet on the Western Front | Universal Pictures                        | Carl Laemmle Jr.                                   |                 |
| Szary dom                       | The Big House                  | Metro-Goldwyn-Mayer                       | Irving Thalberg                                    |                 |
| Disraeli                        | Disraeli                       | Warner Bros.                              | Jack Warner, Darryl F. Zanuck                      |                 |
| Rozwódka                        | The Divorcee                   | Metro-Goldwyn-Mayer                       | Robert Z. Leonard                                  |                 |
| Parada miłości                  | The Love Parade                | Paramount Pictures                        | Ernst Lubitsch                                     |                 |
| 1930–1931                       |                                |                                           |                                                    |                 |
| Cimarron                        | Cimarron                       | RKO Radio Pictures                        | William LeBaron                                    |                 |
| Bunt młodości                   | East Lynne                     | 20th Century Fox                          | Winfield Sheehan                                   |                 |
| Strona tytułowa                 | The Front Page                 | Caddo, United Artists                     | Howard Hughes                                      |                 |
| Skippy                          | Skippy                         | Paramount Pictures                        | Adolph Zukor                                       |                 |
| Trader Horn                     | Trader Horn                    | Metro-Goldwyn-Mayer                       | Irving Thalberg                                    |                 |
| 1931–1932                       |                                |                                           |                                                    |                 |
| Ludzie w hotelu                 | Grand Hotel                    | Metro-Goldwyn-Mayer                       | Irving Thalberg                                    |                 |
| Arrowsmith                      | Arrowsmith                     | Goldwyn, United Artists                   | Samuel Goldwyn                                     |                 |
| Zła dziewczyna                  | Bad Girl                       | 20th Century Fox                          | Winfield Sheehan                                   |                 |
| Mistrz                          | The Champ                      | Metro-Goldwyn-Mayer                       | King Vidor                                         |                 |
| Ostatnie wydanie                | Five Star Final                | First National                            | Hal B. Wallis                                      |                 |
| Jedna godzina z tobą            | One Hour with You              | Paramount Pictures                        | Ernst Lubitsch                                     |                 |
| Szanghaj Ekspres                | Shanghai Express               | Paramount Pictures                        | Adolph Zukor                                       |                 |
| Uśmiechnięty porucznik          | The Smiling Lieutenant         | Paramount Pictures                        | Ernst Lubitsch                                     |                 |
| 1932–1933                       |                                |                                           |                                                    |                 |
| Kawalkada                       | Cavalcade                      | 20th Century Fox                          | Winfield Sheehan                                   |                 |
| Ulica szaleństw                 | 42nd Street                    | Warner Bros.                              | Darryl F. Zanuck                                   |                 |
| Pożegnanie z bronią             | A Farewell to Arms             | Paramount Pictures                        | Adolph Zukor                                       |                 |
| Jestem zbiegiem                 | I Am a Fugitive                | Warner Bros.                              | Hal B. Wallis                                      |                 |
| Arystokracja podziemi           | Lady for a Day                 | Columbia Pictures                         | Frank Capra                                        |                 |
| Małe kobietki                   | Little Women                   | RKO Radio Pictures                        | Merian C. Cooper Kenneth MacGowan                  |                 |
| Prywatne życie Henryka VIII     | The Private Life of Henry VIII | London Films United Artists               | Alexander Korda                                    |                 |
| Lady Lou                        | She Done Him Wrong             | Paramount Pictures                        | William LeBaron                                    |                 |
| Uśmiech szczęścia               | Smilin’ Through                | Metro-Goldwyn-Mayer                       | Irving Thalberg                                    |                 |
| Jarmark miłości                 | State Fair                     | 20th Century Fox                          | Winfield Sheehan                                   |                 |
| 1934                            |                                |                                           |                                                    |                 |
| Ich noce                        | It Happened One Night          | Columbia Pictures                         | Harry Cohn                                         |                 |
| Barretowie z Wimpole Street     | The Barretts of Wimpole Street | Metro-Goldwyn-Mayer                       | Irving Thalberg                                    |                 |
| Kleopatra                       | Cleopatra                      | Paramount Pictures                        | Cecil B. DeMille                                   |                 |
| Promenada miłości               | Flirtation Walk                | First National                            | Jack L. Warner, Hal B. Wallis Robert Lord          |                 |
| Wesoła rozwódka                 | The Gay Divorcee               | RKO Radio Pictures                        | Pandro S. Berman                                   |                 |
| Nadchodzi Navy                  | Here Comes the Navy            | Warner Bros.                              | Lou Edelman                                        |                 |
| Dom Rotszyldów                  | The House of Rothschild        | Twentieth Century Pictures United Artists | Darryl F. Zanuck, William Goetz Raymond Griffith   |                 |
| Imitacja życia                  | Imitation of Life              | Universal Pictures                        | John M. Stahl                                      |                 |
| Noc miłości                     | One Night of Love              | Columbia Pictures                         | Harry Cohn, Everett Riskin                         |                 |
| W pogoni za cieniem             | The Thin Man                   | Metro-Goldwyn-Mayer                       | Hunt Stromberg                                     |                 |
| Viva Villa!                     | Viva Villa!                    | Metro-Goldwyn-Mayer                       | David O. Selznick                                  |                 |
| Biały pochód                    | The White Parade               | 20th Century Fox                          | Jesse L. Lasky                                     |                 |
| 1935                            |                                |                                           |                                                    |                 |
| Bunt na Bounty                  | Mutiny on the Bounty           | Metro-Goldwyn-Mayer                       | Irving Thalberg, Albert Lewin                      |                 |
| Mam 19 lat                      | Alice Adams                    | RKO Radio Pictures                        | Pandro S. Berman                                   |                 |
| Broadway Melody of 1936         | Broadway Melody of 1936        | Metro-Goldwyn-Mayer                       | John W. Considine Jr.                              |                 |
| Kapitan Blood                   | Captain Blood                  | Warner Bros.                              | Hal B. Wallis, Harry Joe Brown Gordon Hollingshead |                 |
| David Copperfield               | Dawid Copperfield              | Metro-Goldwyn-Mayer                       | David O. Selznick                                  |                 |
| Potępieniec                     | The Informer                   | RKO Radio Pictures                        | Cliff Reid                                         |                 |
| Bengali                         | The Lives of a Bengal Lancer   | Paramount Pictures                        | Louis D. Lighton                                   |                 |
| Sen nocy letniej                | A Midsummer Night’s Dream      | Warner Bros.                              | Henry Blanke                                       |                 |
| Nędznicy                        | Les Misérables                 | Twentieth Century Pictures United Artists | Darryl F. Zanuck                                   |                 |
| Kapryśna Marietta               | Naughty Marietta               | Metro-Goldwyn-Mayer                       | Hunt Stromberg                                     |                 |
| Arcylokaj                       | Ruggles of Red Gap             | Paramount Pictures                        | Arthur Hornblow Jr.                                |                 |
| Panowie w cylindrach            | Top Hat                        | RKO Radio Pictures                        | Pandro S. Berman                                   |                 |
| 1936                            |                                |                                           |                                                    |                 |
| Wielki Ziegfeld                 | The Great Ziegfeld             | Metro-Goldwyn-Mayer                       | Hunt Stromberg                                     |                 |
| Anthony Adverse                 | Anthony Adverse                | Warner Bros.                              | Henry Blanke                                       |                 |
| Dodsworth                       | Dodsworth                      | Goldwyn, United Artists                   | Samuel Goldwyn Merritt Hulbert                     |                 |
| Romantyczna pułapka             | Libeled Lady                   | Metro-Goldwyn-Mayer                       | Lawrence Weingarten                                |                 |
| Pan z milionami                 | Mr. Deeds Goes to Town         | Columbia Pictures                         | Frank Capra                                        |                 |
| Romeo i Julia                   | Romeo and Juliet               | Metro-Goldwyn-Mayer                       | Irving Thalberg                                    |                 |
| San Francisco                   | San Francisco                  | Metro-Goldwyn-Mayer                       | John Emerson Bernard H. Hyman                      |                 |
| Pasteur                         | The Story of Louis Pasteur     | Warner Bros.                              | Henry Blanke                                       |                 |
| Opowieść o dwóch miastach       | A Tale of Two Cities           | Metro-Goldwyn-Mayer                       | David O. Selznick                                  |                 |
| Penny                           | Three Smart Girls              | Universal Pictures                        | Joe Pasternak Charles R. Rogers                    |                 |
| 1937                            |                                |                                           |                                                    |                 |
| Życie Emila Zoli                | The Life of Emile Zola         | Warner Bros.                              | Henry Blanke                                       |                 |
| Naga prawda                     | The Awful Truth                | Columbia Pictures                         | Leo McCarey, Everett Riskin                        |                 |
| Bohaterowie morza               | Captains Courageous            | Metro-Goldwyn-Mayer                       | Louis Lighton                                      |                 |
| Śmiertelny zaułek               | Dead End                       | Goldwyn, United Artists                   | Samuel Goldwyn Merritt Hulbert                     |                 |
| Ziemia błogosławiona            | The Good Earth                 | Metro-Goldwyn-Mayer                       | Irving Thalberg Albert Lewin                       |                 |
| W starym Chicago                | In Old Chicago                 | 20th Century Fox                          | Darryl F. Zanuck Kenneth MacGowan                  |                 |
| Zagubiony horyzont              | Lost Horizon                   | Columbia Pictures                         | Frank Capra                                        |                 |
| Ich stu i ona jedna             | One Hundred Men and a Girl     | Universal Pictures                        | Charles R. Rogers Joe Pasternak                    |                 |
| Obcym wstęp wzbroniony          | Stage Door                     | RKO Radio Pictures                        | Pandro S. Berman                                   |                 |
| Narodziny gwiazdy               | A Star Is Born                 | Selznick International, United Artists    | David O. Selznick                                  |                 |
| 1938                            |                                |                                           |                                                    |                 |
| Cieszmy się życiem              | You Can’t Take It with You     | Columbia Pictures                         | Frank Capra                                        |                 |
| Przygody Robin Hooda            | The Adventures of Robin Hood   | Warner Bros.                              | Hal B. Wallis, Henry Blanke                        |                 |
| Szalony chłopak                 | Alexander’s Ragtime Band       | 20th Century Fox                          | Darryl F. Zanuck Harry Joe Brown                   |                 |
| Miasto chłopców                 | Boys Town                      | Metro-Goldwyn-Mayer                       | John W. Considine Jr.                              |                 |
| Złudzenia życia                 | The Citadel                    | Metro-Goldwyn-Mayer                       | Victor Saville                                     |                 |
| Cztery córki                    | Four Daughters                 | Warner Bros. First National               | Hal B. Wallis, Henry Blanke                        |                 |
| Towarzysze broni                | La Grande Illusion             | R.A.O., World Pictures                    | Frank Rollmer Albert Pinkovitch                    |                 |
| Jezebel                         | Jezebel                        | Warner Bros.                              | Hal B. Wallis, Henry Blanke                        |                 |
| Pigmalion                       | Pygmalion                      | Metro-Goldwyn-Mayer                       | Gabriel Pascal                                     |                 |
| Brawura                         | Test Pilot                     | Metro-Goldwyn-Mayer                       | Louis Lighton                                      |                 |
| 1939                            |                                |                                           |                                                    |                 |
| Przeminęło z wiatrem            | Gone with the Wind             | Selznick Metro-Goldwyn-Mayer              | David O. Selznick                                  |                 |
| Mroczne zwycięstwo              | Dark Victory                   | Warner Bros.                              | David Lewis                                        |                 |
| Żegnaj Chips                    | Goodbye, Mr. Chips             | Metro-Goldwyn-Mayer                       | Victor Saville                                     |                 |
| Ukochany                        | Love Affair                    | RKO Radio Pictures                        | Leo McCarey                                        |                 |
| Pan Smith jedzie do Waszyngtonu | Mr. Smith Goes to Washington   | Columbia Pictures                         | Frank Capra                                        |                 |
| Ninoczka                        | Ninotchka                      | Metro-Goldwyn-Mayer                       | Sidney Franklin                                    |                 |
| Myszy i ludzie                  | Of Mice and Men                | Roach, United Artists                     | Lewis Milestone                                    |                 |
| Dyliżans                        | Stagecoach                     | United Artists                            | Walter Wanger                                      |                 |
| Czarnoksiężnik z Oz             | The Wizard of Oz               | Metro-Goldwyn-Mayer                       | Mervyn LeRoy                                       |                 |
| Wichrowe Wzgórza                | Wuthering Heights              | Goldwyn, United Artists                   | Samuel Goldwyn                                     |                 |

### 1940–1949
| Rok                             | Tytuł filmu                      | Tytuł oryginalny                   | Wytwórnia                                 | Producent filmu |
| ------------------------------- | -------------------------------- | ---------------------------------- | ----------------------------------------- | --------------- |
| 1940                            |                                  |                                    |                                           |                 |
| Rebeka                          | Rebecca                          | Selznick, United Artists           | David O. Selznick                         |                 |
| Guwernantka                     | All This, and Heaven Too         | Warner Bros.                       | Jack L. Warner, Hal B. Wallis David Lewis |                 |
| Zagraniczny korespondent        | Foreign Correspondent            | Wanger, United Artists             | Walter Wanger                             |                 |
| Grona gniewu                    | The Grapes of Wrath              | 20th Century Fox                   | Darryl F. Zanuck Nunnally Johnson         |                 |
| Dyktator                        | The Great Dictator               | Chaplin, United Artists            | Charles Chaplin                           |                 |
| Kitty Foyle                     | Kitty Foyle                      | RKO Radio Pictures                 | David Hempstead                           |                 |
| List                            | The Letter                       | Warner Bros.                       | Hal B. Wallis                             |                 |
| Długa podróż do domu            | The Long Voyage Home             | Argosy Wanger United Artists       | John Ford                                 |                 |
| Nasze miasto                    | Our Town                         | Lesser, United Artists             | Sol Lesser                                |                 |
| Filadelfijska opowieść          | The Philadelphia Story           | Metro-Goldwyn-Mayer                | Joseph L. Mankiewicz                      |                 |
| 1941                            |                                  |                                    |                                           |                 |
| Zielona dolina                  | How Green Was My Valley          | 20th Century Fox                   | Darryl F. Zanuck                          |                 |
| Kwiaty pokryte kurzem           | Blossoms in the Dust             | Metro-Goldwyn-Mayer                | Irving Asher                              |                 |
| Awantura w zaświatach           | Here Comes Mr. Jordan            | Columbia Pictures                  | Everett Riskin                            |                 |
| Złote wrota                     | Hold Back the Dawn               | Paramount Pictures                 | Arthur Hornblow Jr.                       |                 |
| Małe liski                      | The Little Foxes                 | Goldwyn, RKO Radio Pictures        | Samuel Goldwyn                            |                 |
| Sokół maltański                 | The Maltese Falcon               | Warner Bros.                       | Hal B. Wallis                             |                 |
| Obywatel Kane                   | Citizen Kane                     | RKO Radio Pictures                 | Orson Welles                              |                 |
| Sierżant York                   | Sergeant York                    | Warner Bros.                       | Jesse L. Lasky, Hal B. Wallis             |                 |
| Podejrzenie                     | Suspicion                        | RKO Radio Pictures                 | Alfred Hitchcock                          |                 |
| 1942                            |                                  |                                    |                                           |                 |
| Pani Miniver                    | Mrs. Miniver                     | Metro-Goldwyn-Mayer                | Sidney Franklin                           |                 |
| Forty-Ninth Parallel            | 49th Parallel                    | Ortus, Columbia Pictures           | Irving Asher                              |                 |
| Kings Row                       | Kings Row                        | Warner Bros.                       | Hal B. Wallis                             |                 |
| Wspaniałość Ambersonów          | The Magnificent Ambersons        | Mercury, RKO Radio Pictures        | Orson Welles                              |                 |
| The Pied Piper                  | The Pied Piper                   | 20th Century Fox                   | Nunnally Johnson                          |                 |
| Duma Jankesów                   | The Pride of the Yankees         | Goldwyn, RKO Radio Pictures        | Hal B. Wallis                             |                 |
| Zagubione dni                   | Random Harvest                   | Metro-Goldwyn-Mayer                | Sidney Franklin                           |                 |
| Głosy miasta                    | The Talk of the Town             | Columbia Pictures                  | George Stevens                            |                 |
| Wake Island                     | Wake Island                      | Paramount Pictures                 | Joseph Sistrom                            |                 |
| Yankee Doodle Dandy             | Yankee Doodle Dandy              | Warner Bros.                       | Jack Warner, Hal B. Wallis William Cagney |                 |
| 1943                            |                                  |                                    |                                           |                 |
| Casablanca                      | Casablanca                       | Warner Bros.                       | Hal B. Wallis                             |                 |
| Komu bije dzwon                 | For Whom the Bell Tolls          | Paramount Pictures                 | Sam Wood                                  |                 |
| Niebiosa mogą zaczekać          | Heaven Can Wait                  | 20th Century Fox                   | Ernst Lubitsch                            |                 |
| Komedia ludzka                  | The Human Comedy                 | Metro-Goldwyn-Mayer                | Clarence Brown                            |                 |
| Nasz okręt                      | In Which We Serve                | Two Cities, United Artists         | Noël Coward                               |                 |
| Curie-Skłodowska                | Madame Curie                     | Metro-Goldwyn-Mayer                | Sidney Franklin                           |                 |
| Wesoły sublokator               | The More the Merrier             | Columbia Pictures                  | George Stevens                            |                 |
| Zdarzenie w Ox-Bow              | The Ox-Bow Incident              | 20th Century Fox                   | Lamar Trotti                              |                 |
| Pieśń o Bernadette              | The Song of Bernadette           | 20th Century Fox                   | William Perlberg                          |                 |
| Straż nad Renem                 | Watch on the Rhine               | Warner Bros.                       | Hal B. Wallis                             |                 |
| 1944                            |                                  |                                    |                                           |                 |
| Idąc moją drogą                 | Going My Way                     | Paramount Pictures                 | Leo McCarey                               |                 |
| Podwójne ubezpieczenie          | Double Indemnity                 | Paramount Pictures                 | Joseph Sistrom                            |                 |
| Gasnący płomień                 | Gaslight                         | Metro-Goldwyn-Mayer                | Arthur Hornblow Jr.                       |                 |
| Od kiedy cię nie ma             | Since You Went Away              | Selznick, United Artists           | David O. Selznick                         |                 |
| Wilson                          | Wilson                           | 20th Century Fox                   | Darryl F. Zanuck                          |                 |
| 1945                            |                                  |                                    |                                           |                 |
| Stracony weekend                | The Lost Weekend                 | Paramount Pictures                 | Charles Brackett                          |                 |
| Podnieść kotwicę                | Anchors Aweigh                   | Metro-Goldwyn-Mayer                | Joe Pasternak                             |                 |
| Dzwony Najświętszej Marii Panny | The Bells of St. Mary’s          | Rainbow, RKO Radio Pictures        | Leo McCarey                               |                 |
| Mildred Pierce                  | Mildred Pierce                   | Warner Bros.                       | Jerry Wald                                |                 |
| Urzeczona                       | Spellbound                       | Selznick, United Artists           | David O. Selznick                         |                 |
| 1946                            |                                  |                                    |                                           |                 |
| Najlepsze lata naszego życia    | The Best Years of Our Lives      | Goldwyn, RKO Radio Pictures        | Samuel Goldwyn                            |                 |
| Henryk V                        | Henry V                          | Rank-Two Cities United Artists     | Laurence Olivier                          |                 |
| To wspaniałe życie              | It’s a Wonderful Life            | Liberty, RKO Radio Pictures        | Frank Capra                               |                 |
| Ostrze brzytwy                  | The Razor’s Edge                 | 20th Century Fox                   | Darryl F. Zanuck                          |                 |
| Roczniak                        | The Yearling                     | Metro-Goldwyn-Mayer                | Sidney Franklin                           |                 |
| 1947                            |                                  |                                    |                                           |                 |
| Dżentelmeńska umowa             | Gentleman’s Agreement            | 20th Century Fox                   | Darryl F. Zanuck                          |                 |
| Żona biskupa                    | The Bishop’s Wife                | Goldwyn, RKO Radio Pictures        | Samuel Goldwyn                            |                 |
| Krzyżowy ogień                  | Crossfire                        | RKO Radio Pictures                 | Adrian Scott                              |                 |
| Wielkie nadzieje                | Great Expectations               | Rank-Cineguild, U-I                | Ronald Neame                              |                 |
| Cud na 34. ulicy                | Miracle on 34th Street           | 20th Century Fox                   | William Perlberg                          |                 |
| 1948                            |                                  |                                    |                                           |                 |
| Hamlet                          | Hamlet                           | J.Arthur Rank-Two Cities Films U-I | Laurence Olivier                          |                 |
| Johnny Belinda                  | Johnny Belinda                   | Warner Bros.                       | Jerry Wald                                |                 |
| Czerwone trzewiki               | The Red Shoes                    | Rank-Archers, Eagle-Lion           | Michael Powell Emeric Pressburger         |                 |
| Kłębowisko żmij                 | The Snake Pit                    | 20th Century Fox                   | Anatole Litvak Robert Bassler             |                 |
| Skarb Sierra Madre              | The Treasure of the Sierra Madre | Warner Bros.                       | Henry Blanke                              |                 |
| 1949                            |                                  |                                    |                                           |                 |
| Gubernator                      | All the King’s Men               | Rossen, Columbia Pictures          | Robert Rossen                             |                 |
| Pole bitwy                      | Battleground                     | Metro-Goldwyn-Mayer                | Dore Schary                               |                 |
| Dziedziczka                     | The Heiress                      | Paramount Pictures                 | William Wyler                             |                 |
| List do trzech żon              | A Letter to Three Wives          | 20th Century Fox                   | Sol C. Siegel                             |                 |
| Z jasnego nieba                 | Twelve O’Clock High              | 20th Century Fox                   | Darryl F. Zanuck                          |                 |

### 1950–1959
| Rok                                   | Tytuł filmu                     | Tytuł oryginalny                    | Wytwórnia                     | Producent filmu |
| ------------------------------------- | ------------------------------- | ----------------------------------- | ----------------------------- | --------------- |
| 1950                                  |                                 |                                     |                               |                 |
| Wszystko o Ewie                       | All About Eve                   | 20th Century Fox                    | Darryl F. Zanuck              |                 |
| Urodzeni wczoraj                      | Born Yesterday                  | Columbia Pictures                   | S. Sylvan Simon               |                 |
| Ojciec panny młodej                   | Father of the Bride             | Metro-Goldwyn-Mayer                 | Pandro S. Berman              |                 |
| Kopalnie króla Salomona               | King Solomon’s Mines            | Metro-Goldwyn-Mayer                 | Sam Zimbalist                 |                 |
| Bulwar Zachodzącego Słońca            | Sunset Boulevard                | Paramount Pictures                  | Charles Brackett              |                 |
| 1951                                  |                                 |                                     |                               |                 |
| Amerykanin w Paryżu                   | An American in Paris            | Metro-Goldwyn-Mayer                 | Arthur Freed                  |                 |
| Decyzja przed świtem                  | Decision Before Dawn            | 20th Century Fox                    | Anatole Litvak Frank McCarthy |                 |
| Miejsce pod słońcem                   | A Place in the Sun              | Paramount Pictures                  | George Stevens                |                 |
| Quo Vadis                             | Quo Vadis                       | Metro-Goldwyn-Mayer                 | Sam Zimbalist                 |                 |
| Tramwaj zwany pożądaniem              | A Streetcar Named Desire        | Feldman, Warner Bros.               | Charles K. Feldman            |                 |
| 1952                                  |                                 |                                     |                               |                 |
| Największe widowisko świata           | The Greatest Show on Earth      | DeMille, Paramount Pictures         | Cecil B. DeMille              |                 |
| W samo południe                       | High Noon                       | United Artists                      | Stanley Kramer                |                 |
| Ivanhoe                               | Ivanhoe                         | Metro-Goldwyn-Mayer                 | Pandro S. Berman              |                 |
| Moulin Rouge                          | Moulin Rouge                    | United Artists                      | John Huston                   |                 |
| Spokojny człowiek                     | The Quiet Man                   | Argosy, Republic                    | John Ford, Merian C. Cooper   |                 |
| 1953                                  |                                 |                                     |                               |                 |
| Stąd do wieczności                    | From Here to Eternity           | Columbia Pictures                   | Buddy Adler                   |                 |
| Juliusz Cezar                         | Julius Caesar                   | Metro-Goldwyn-Mayer                 | John Houseman                 |                 |
| Szata                                 | The Robe                        | 20th Century Fox                    | Frank Ross                    |                 |
| Rzymskie wakacje                      | Roman Holiday                   | Paramount Pictures                  | William Wyler                 |                 |
| Jeździec znikąd                       | Shane                           | Paramount Pictures                  | George Stevens                |                 |
| 1954                                  |                                 |                                     |                               |                 |
| Na nabrzeżach                         | On the Waterfront               | Horizon-American Columbia Pictures  | Sam Spiegel                   |                 |
| Bunt na okręcie                       | The Caine Mutiny                | Kramer, Columbia Pictures           | Stanley Kramer                |                 |
| Dziewczyna z prowincji                | The Country Girl                | Perlberg-Seaton Paramount Pictures  | William Perlberg              |                 |
| Siedem narzeczonych dla siedmiu braci | Seven Brides for Seven Brothers | Metro-Goldwyn-Mayer                 | Jack Cummings                 |                 |
| Trzy monety w fontannie               | Three Coins in the Fountain     | 20th Century Fox                    | Sol C. Siegel                 |                 |
| 1955                                  |                                 |                                     |                               |                 |
| Marty                                 | Marty                           | Hecht-Lancaster United Artists      | Harold Hecht                  |                 |
| Miłość jest wspaniała                 | Love Is a Many-Splendored Thing | 20th Century Fox                    | Buddy Adler                   |                 |
| Mister Roberts                        | Mister Roberts                  | Orange, Warner Bros.                | Leland Hayward                |                 |
| Piknik                                | Picnic                          | Columbia Pictures                   | Fred Kohlmar                  |                 |
| Tatuowana róża                        | The Rose Tattoo                 | Wallis, Paramount Pictures          | Hal B. Wallis                 |                 |
| 1956                                  |                                 |                                     |                               |                 |
| W 80 dni dookoła świata               | Around the World in Eighty Days | Todd, United Artists                | Michael Todd                  |                 |
| Przyjacielska perswazja               | Friendly Persuasion             | Allied Artists                      | William Wyler                 |                 |
| Olbrzym                               | Giant                           | Warner Bros.                        | George Stevens Henry Ginsberg |                 |
| Król i ja                             | The King and I                  | 20th Century Fox                    | Charles Brackett              |                 |
| Dziesięcioro przykazań                | The Ten Commandments            | DeMille, Paramount Pictures         | Cecil B. DeMille              |                 |
| 1957                                  |                                 |                                     |                               |                 |
| Most na rzece Kwai                    | The Bridge on the River Kwai    | Horizon, Columbia Pictures          | Sam Spiegel                   |                 |
| Peyton Place                          | Peyton Place                    | 20th Century Fox                    | Jerry Wald                    |                 |
| Sayonara                              | Sayonara                        | Goetz, Warner Bros.                 | William Goetz                 |                 |
| Dwunastu gniewnych ludzi              | 12 Angry Men                    | Orion-Nova, United Artists          | Henry Fonda Reginald Rose     |                 |
| Świadek oskarżenia                    | Witness for the Prosecution     | Small-Hornblow United Artists       | Arthur Hornblow Jr.           |                 |
| 1958                                  |                                 |                                     |                               |                 |
| Gigi                                  | Gigi                            | Metro-Goldwyn-Mayer                 | Arthur Freed                  |                 |
| Ciotka Mame                           | Auntie Mame                     | Warner Bros.                        | Jack L. Warner                |                 |
| Kotka na gorącym, blaszanym dachu     | Cat on a Hot Tin Roof           | Metro-Goldwyn-Mayer                 | Lawrence Weingarten           |                 |
| Ucieczka w kajdanach                  | The Defiant Ones                | Kramer, United Artists              | Stanley Kramer                |                 |
| Osobne stoliki                        | Separate Tables                 | Hecht-Hill-Lancaster United Artists | Harold Hecht                  |                 |
| 1959                                  |                                 |                                     |                               |                 |
| Ben-Hur                               | Ben-Hur                         | Metro-Goldwyn-Mayer                 | Sam Zimbalist                 |                 |
| Anatomia morderstwa                   | Anatomy of a Murder             | Preminger, Columbia Pictures        | Otto Preminger                |                 |
| Pamiętnik Anny Frank                  | The Diary of Anne Frank         | 20th Century Fox                    | George Stevens                |                 |
| Historia zakonnicy                    | The Nun’s Story                 | Warner Bros.                        | Henry Blanke                  |                 |
| Miejsce na górze                      | Room at the Top                 | Romulus, Continental                | John Woolf, James Woolf       |                 |

### 1960–1969
| Rok                             | Tytuł filmu                                                          | Tytuł oryginalny                                 | Wytwórnia                              | Producent filmu |
| ------------------------------- | -------------------------------------------------------------------- | ------------------------------------------------ | -------------------------------------- | --------------- |
| 1960                            |                                                                      |                                                  |                                        |                 |
| Garsoniera                      | The Apartment                                                        | Mirisch, United Artists                          | Billy Wilder                           |                 |
| Alamo                           | The Alamo                                                            | Batjac, United Artists                           | John Wayne                             |                 |
| Elmer Gantry                    | Elmer Gantry                                                         | Lancaster-Brooks United Artists                  | Bernard Smith                          |                 |
| Synowie i kochankowie           | Sons and Lovers                                                      | Wald, 20th Century Fox                           | Jerry Wald                             |                 |
| Przybysze o zmierzchu           | The Sundowners                                                       | Warner Bros.                                     | Fred Zinnemann                         |                 |
| 1961                            |                                                                      |                                                  |                                        |                 |
| West Side Story                 | West Side Story                                                      | Mirisch, United Artists                          | Robert Wise                            |                 |
| Fanny                           | Fanny                                                                | Mannsfield, Warner Bros.                         | Joshua Logan                           |                 |
| Działa Navarony                 | The Guns of Navarone                                                 | Foreman, Columbia Pictures                       | Carl Foreman                           |                 |
| Bilardzista                     | The Hustler                                                          | Rossen, 20th Century Fox                         | Robert Rossen                          |                 |
| Wyrok w Norymberdze             | Judgment at Nuremberg                                                | Kramer, United Artists                           | Stanley Kramer                         |                 |
| 1962                            |                                                                      |                                                  |                                        |                 |
| Lawrence z Arabii               | Lawrence of Arabia                                                   | Horizon-Spiegel-Lean Columbia Pictures           | Sam Spiegel                            |                 |
| Najdłuższy dzień                | The Longest Day                                                      | Zanuck, 20th Century Fox                         | Darryl F. Zanuck                       |                 |
| Muzyk                           | The Music Man                                                        | Warner Bros.                                     | Morton DaCosta                         |                 |
| Bunt na Bounty                  | Mutiny on the Bounty                                                 | Arcola, MGM                                      | Aaron Rosenberg                        |                 |
| Zabić drozda                    | To Kill a Mockingbird                                                | Pakula, Mulligan Brentwood, U-I                  | Alan J. Pakula                         |                 |
| 1963                            |                                                                      |                                                  |                                        |                 |
| Przygody Toma Jonesa            | Tom Jones                                                            | Woodfall United Artists-Lopert                   | Tony Richardson                        |                 |
| Ameryka, Ameryka                | America, America                                                     | Athena, Warner Bros.                             | Elia Kazan                             |                 |
| Kleopatra                       | Cleopatra                                                            | Wanger, 20th Century Fox                         | Walter Wanger                          |                 |
| Jak zdobywano Dziki Zachód      | How the West Was Won                                                 | Metro-Goldwyn-Mayer Cinerama                     | Aaron Rosenberg                        |                 |
| Polne lilie                     | Lilies of the Field                                                  | Rainbow, United Artists                          | Ralph Nelson                           |                 |
| 1964                            |                                                                      |                                                  |                                        |                 |
| My Fair Lady                    | My Fair Lady                                                         | Warner Bros.                                     | Jack L. Warner                         |                 |
| Becket                          | Becket                                                               | Wallis, Paramount Pictures                       | Hal B. Wallis                          |                 |
| Doktor Strangelove              | Dr. Strangelove or: How I Learned to Stop Worrying and Love the Bomb | Hawk Films Columbia Pictures                     | Stanley Kubrick                        |                 |
| Mary Poppins                    | Mary Poppins                                                         | Walt Disney Pictures Buena Vista International   | Walt Disney, Bill Walsh                |                 |
| Grek Zorba                      | Zorba the Greek                                                      | Rochley International Classics/ 20th Century Fox | Michael Cacoyannis                     |                 |
| 1965                            |                                                                      |                                                  |                                        |                 |
| Dźwięki muzyki                  | The Sound of Music                                                   | Argyle, 20th Century Fox                         | Robert Wise                            |                 |
| Darling                         | Darling                                                              | Anglo-Amalgamated, Embassy                       | Joseph Janni                           |                 |
| Doktor Żywago                   | Doctor Zhivago                                                       | Ponti, Metro-Goldwyn-Mayer                       | Carlo Ponti                            |                 |
| Statek szaleńców                | Ship of Fools                                                        | Kramer, Columbia Pictures                        | Stanley Kramer                         |                 |
| Tysiąc klownów                  | A Thousand Clowns                                                    | Harrell, United Artists                          | Fred Coe                               |                 |
| 1966                            |                                                                      |                                                  |                                        |                 |
| Oto jest głowa zdrajcy          | A Man for All Seasons                                                | Highland, Columbia Pictures                      | Fred Zinnemann                         |                 |
| Alfie                           | Alfie                                                                | Sheldrake, Paramount Pictures                    | Lewis Gilbert                          |                 |
| Rosjanie nadchodzą              | The Russians Are Coming, the Russians Are Coming                     | Mirisch, United Artists                          | Norman Jewison                         |                 |
| Ziarnka piasku                  | The Sand Pebbles                                                     | Argyle-Solar, 20th Century Fox                   | Robert Wise                            |                 |
| Kto się boi Virginii Woolf?     | Who’s Afraid of Virginia Woolf?                                      | Chenault, Warner Bros.                           | Ernest Lehman                          |                 |
| 1967                            |                                                                      |                                                  |                                        |                 |
| W upalną noc                    | In the Heat of the Night                                             | Mirisch, United Artists                          | Walter Mirisch                         |                 |
| Bonnie i Clyde                  | Bonnie and Clyde                                                     | Tatira-Hiller, Warner Bros.-Seven Arts           | Warren Beatty                          |                 |
| Doktor Dolittle                 | Doctor Dolittle                                                      | Apjac, 20th Century Fox                          | Arthur P. Jacobs                       |                 |
| Absolwent                       | The Graduate                                                         | Nichols-Turman, Embassy                          | Lawrence Turman                        |                 |
| Zgadnij, kto przyjdzie na obiad | Guess Who’s Coming to Dinner                                         | Kramer, Columbia Pictures                        | Stanley Kramer                         |                 |
| 1968                            |                                                                      |                                                  |                                        |                 |
| Oliver!                         | Oliver!                                                              | Romulus, Columbia Pictures                       | John Woolf                             |                 |
| Zabawna dziewczyna              | Funny Girl                                                           | Rastar, Columbia Pictures                        | Ray Stark                              |                 |
| Lew w zimie                     | The Lion in Winter                                                   | Hawarth, Avco Embassy                            | Martin Poll                            |                 |
| Rachelo, Rachelo                | Rachel, Rachel                                                       | Kayos, Warner Bros.                              | Paul Newman                            |                 |
| Romeo i Julia                   | Romeo and Juliet                                                     | B.H.E.-Verona-De Laurentis, Paramount Pictures   | Anthony Havelock-Allan, John Brabourne |                 |
| 1969                            |                                                                      |                                                  |                                        |                 |
| Nocny kowboj                    | Midnight Cowboy                                                      | Hellman-Schlesinger, United Artists              | Jerome Hellman                         |                 |
| Anna tysiąca dni                | Anne of the Thousand Days                                            | Wallis, Universal Pictures                       | Hal B. Wallis                          |                 |
| Butch Cassidy i Sundance Kid    | Butch Cassidy and the Sundance Kid                                   | Hill-Monash, 20th Century Fox                    | John Foreman                           |                 |
| Hello, Dolly!                   | Hello, Dolly!                                                        | Chenault, 20th Century Fox                       | Ernest Lehman                          |                 |
| Z                               | Z                                                                    | Reggane Films-O.N.C.I.C. Cinema V                | Jacques Perrin, Ahmed Rachedi          |                 |

### 1970–1979
| Rok                              | Tytuł filmu                     | Tytuł oryginalny                                   | Wytwórnia                                                        | Producent filmu |
| -------------------------------- | ------------------------------- | -------------------------------------------------- | ---------------------------------------------------------------- | --------------- |
| 1970                             |                                 |                                                    |                                                                  |                 |
| Patton                           | Patton                          | 20th Century Fox                                   | Frank McCarthy                                                   |                 |
| Port lotniczy                    | Airport                         | Hunter Universal Pictures                          | Ross Hunter                                                      |                 |
| Pięć łatwych utworów             | Five Easy Pieces                | BBS Productions Columbia Pictures                  | Bob Rafelson, Richard Wechsler                                   |                 |
| Love Story                       | Love Story                      | Paramount Pictures                                 | Howard G. Minsky                                                 |                 |
| M*A*S*H                          | MASH                            | Aspen, 20th Century Fox                            | Ingo Preminger                                                   |                 |
| 1971                             |                                 |                                                    |                                                                  |                 |
| Francuski łącznik                | The French Connection           | D’Antoni-Schine-Moore 20th Century Fox             | Philip D’Antoni                                                  |                 |
| Mechaniczna pomarańcza           | A Clockwork Orange              | Haek Films Warner Bros.                            | Stanley Kubrick                                                  |                 |
| Skrzypek na dachu                | Fiddler on the Roof             | Mirisch-Cartier United Artists                     | Norman Jewison                                                   |                 |
| Ostatni seans filmowy            | The Last Picture Show           | BBS Productions Columbia Pictures                  | Stephen J. Friedman                                              |                 |
| Mikołaj i Aleksandra             | Nicholas and Alexandra          | Horizon Columbia Pictures                          | Sam Spiegel                                                      |                 |
| 1972                             |                                 |                                                    |                                                                  |                 |
| Ojciec chrzestny                 | The Godfather                   | Ruddy, Paramount Pictures                          | Albert S. Ruddy                                                  |                 |
| Kabaret                          | Cabaret                         | ABC Pictures Allied Artists                        | Cy Feuer                                                         |                 |
| Uwolnienie                       | Deliverance                     | Warner Bros.                                       | John Boorman                                                     |                 |
| Sounder                          | Sounder                         | Radnitz/Mattel 20th Century Fox                    | Robert B. Radnitz                                                |                 |
| Emigranci                        | The Emigrants                   | Svensk Filmindusttri Warner Bros.                  | Bengt Forslund                                                   |                 |
| 1973                             |                                 |                                                    |                                                                  |                 |
| Żądło                            | The Sting                       | Bill/Phillips-Hill Zanuck/Brown Universal Pictures | Tony Bill, Michael Phillips Julia Phillips                       |                 |
| Amerykańskie graffiti            | American Graffiti               | Lucasfilm/Coppola Company Universal Pictures       | Francis Ford Coppola, Gary Kurtz                                 |                 |
| Egzorcysta                       | The Exorcist                    | Hoya, Warner Bros.                                 | William Peter Blatty                                             |                 |
| Miłość w godzinach nadliczbowych | A Touch of Class                | Brut Prods. Avco Embassy                           | Melvin Frank                                                     |                 |
| Szepty i krzyki                  | Cries and Whispers              | Svensk Filmindusttri New World Pictures            | Ingmar Bergman                                                   |                 |
| 1974                             |                                 |                                                    |                                                                  |                 |
| Ojciec chrzestny II              | The Godfather Part II           | Coppola Company Paramount Pictures                 | Francis Ford Coppola, Fred Roos Gray Frederickson                |                 |
| Chinatown                        | Chinatown                       | Evans Paramount Pictures                           | Robert Evans                                                     |                 |
| Rozmowa                          | The Conversation                | Directors Company Paramount Pictures               | Francis Ford Coppola                                             |                 |
| Lenny                            | Lenny                           | Worth, United Artists                              | Marvin Worth                                                     |                 |
| Płonący wieżowiec                | The Towering Inferno            | 20th Century Fox Warner Bros.                      | Irwin Allen                                                      |                 |
| 1975                             |                                 |                                                    |                                                                  |                 |
| Lot nad kukułczym gniazdem       | One Flew Over the Cuckoo’s Nest | Fantasy Films United Artists                       | Saul Zaentz, Michael Douglas                                     |                 |
| Barry Lyndon                     | Barry Lyndon                    | Hawk Films, Warner Bros.                           | Stanley Kubrick                                                  |                 |
| Pieskie popołudnie               | Dog Day Afternoon               | Warner Bros.                                       | Martin Bregman, Martin Elfand                                    |                 |
| Szczęki                          | Jaws                            | Zanuck/Brown Universal Pictures                    | Richard D. Zanuck                                                |                 |
| Nashville                        | Nashville                       | ABC Ent. Weintraub-Altman Paramount Pictures       | Irwin Allen                                                      |                 |
| 1976                             |                                 |                                                    |                                                                  |                 |
| Rocky                            | Rocky                           | Chartoff-Winkler United Artists                    | Irwin Winkler, Robert Chartoff                                   |                 |
| Wszyscy ludzie prezydenta        | All the President’s Men         | Wildwood Warner Bros.                              | Walter Coblenz                                                   |                 |
| By nie pełzać na kolanach        | Bound for Glory                 | United Artists                                     | Robert F. Blumofe Harold Leventhal                               |                 |
| Sieć                             | Network                         | Gottfried/Chayefsky MGM/United Artists             | Howard Gottfried                                                 |                 |
| Taksówkarz                       | Taxi Driver                     | Bill/Phillips-Scorsese                             | Michael Phillips, Julia Phillips                                 |                 |
| 1977                             |                                 |                                                    |                                                                  |                 |
| Annie Hall                       | Annie Hall                      | Rollins-Joffe United Artists                       | Charles H. Joffe                                                 |                 |
| Dziewczyna na pożegnanie         | The Goodbye Girl                | Stark, MGM/Warner Bros.                            | Ray Stark                                                        |                 |
| Julia                            | Julia                           | 20th Century Fox                                   | Richard Roth                                                     |                 |
| Gwiezdne wojny                   | Star Wars                       | Lucasfilm 20th Century Fox                         | Gary Kurtz                                                       |                 |
| Punkt zwrotny                    | The Turning Point               | Hera Productions 20th Century Fox                  | Herbert Ross, Arthur Laurents                                    |                 |
| 1978                             |                                 |                                                    |                                                                  |                 |
| Łowca jeleni                     | The Deer Hunter                 | EMI Films/Cimino Universal Pictures                | Barry Spikings, Michael Deeley Michael Cimino, John Peverall     |                 |
| Powrót do domu                   | Coming Home                     | Hellman, United Artists                            | Jerome Hellman                                                   |                 |
| Niebiosa mogą zaczekać           | Heaven Can Wait                 | Dogwood Paramount Pictures                         | Warren Beatty                                                    |                 |
| Midnight Express                 | Midnight Express                | Casablanca-Filmworks Columbia Pictures             | Alan Marshall, David Puttnam                                     |                 |
| Niezamężna kobieta               | An Unmarried Woman              | 20th Century Fox                                   | Paul Mazursky, Tony Ray                                          |                 |
| 1979                             |                                 |                                                    |                                                                  |                 |
| Sprawa Kramerów                  | Kramer vs. Kramer               | Jaffe, Columbia Pictures                           | Stanley R. Jaffe                                                 |                 |
| Czas apokalipsy                  | Apocalypse Now                  | Omni Zoetrope United Artists                       | Francis Ford Coppola, Fred Roos Gray Frederickson, Tom Sternberg |                 |
| Cały ten zgiełk                  | All That Jazz                   | Columbia Pictures 20th Century Fox                 | Robert Alan Aurthur                                              |                 |
| Uciekać                          | Breaking Away                   | 20th Century Fox                                   | Peter Yates                                                      |                 |
| Norma Rae                        | Norma Rae                       | 20th Century Fox                                   | Tamara Asseyev, Alex Rose                                        |                 |

### 1980–1989
| Rok                            | Tytuł filmu                | Tytuł oryginalny                                          | Wytwórnia                                                        | Producent filmu |
| ------------------------------ | -------------------------- | --------------------------------------------------------- | ---------------------------------------------------------------- | --------------- |
| 1980                           |                            |                                                           |                                                                  |                 |
| Zwyczajni ludzie               | Ordinary People            | Wildwood Paramount Pictures                               | Ronald L. Schwary                                                |                 |
| Córka górnika                  | Coal Miner’s Daughter      | Schwartz Universal Pictures                               | Bernard Schwartz                                                 |                 |
| Człowiek słoń                  | The Elephant Man           | Brooksfilms Paramount Pictures                            | David Lynch                                                      |                 |
| Wściekły Byk                   | Raging Bull                | Chartoff-Winkler United Artists                           | Irwin Winkler, Robert Chartoff                                   |                 |
| Tess                           | Tess                       | Renn-Burrill (S.F.P.) Columbia Pictures                   | Claude Berri, Timothy Burrill                                    |                 |
| 1981                           |                            |                                                           |                                                                  |                 |
| Rydwany ognia                  | Chariots of Fire           | Enigma The Ladd Company/Warner Bros.                      | David Puttnam                                                    |                 |
| Czerwoni                       | Reds                       | J.R.S. Paramount Pictures                                 | Warren Beatty                                                    |                 |
| Atlantic City                  | Atlantic City              | International Cinema Corporation Paramount Pictures       | Denis Heroux                                                     |                 |
| Nad złotym stawem              | On Golden Pond             | ITC Films/IPC Films Universal Pictures                    | Bruce Gilbert                                                    |                 |
| Poszukiwacze zaginionej Arki   | Raiders of the Lost Ark    | Lucasfilm Paramount Pictures                              | Frank Marshall                                                   |                 |
| 1982                           |                            |                                                           |                                                                  |                 |
| Gandhi                         | Gandhi                     | Indo-British Films Columbia Pictures                      | Richard Attenborough                                             |                 |
| E.T.                           | E.T. the Extra-Terrestrial | Universal Pictures                                        | Steven Spielberg, Kathleen Kennedy                               |                 |
| Zaginiony                      | Missing                    | Universal/PolyGram                                        | Edward Lewis, Mildred Lewis                                      |                 |
| Tootsie                        | Tootsie                    | Mirage/Punch Columbia Pictures                            | Sydney Pollack, Dick Richards                                    |                 |
| Werdykt                        | The Verdict                | Fox-Zanuck/Brown 20th Century Fox                         | Richard D. Zanuck                                                |                 |
| 1983                           |                            |                                                           |                                                                  |                 |
| Czułe słówka                   | Terms of Endearment        | Brooks Paramount Pictures                                 | James L. Brooks                                                  |                 |
| Wielki chłód                   | The Big Chill              | Carson Productions Group Columbia Pictures                | Michael Shamberg                                                 |                 |
| Garderobiany                   | The Dresser                | Goldcrest/Television Limited Columbia Pictures            | Peter Yates                                                      |                 |
| Pierwszy krok w kosmos         | The Right Stuff            | Ladd Company Warner Bros.                                 | Irwin Winkler, Robert Chartoff                                   |                 |
| Pod czułą kontrolą             | Tender Mercies             | EMI-Antron Media Universal/AFD                            | Philip S. Hobel                                                  |                 |
| 1984                           |                            |                                                           |                                                                  |                 |
| Amadeusz                       | Amadeus                    | Studio Filmowe Barrandovs – Zaentz Orion                  | Saul Zaentz                                                      |                 |
| Pola śmierci                   | The Killing Fields         | International Film Investors Warner Bros.                 | David Puttnam                                                    |                 |
| Podróż do Indii                | A Passage to India         | G.W. Films Ltd. Columbia Pictures                         | John Brabourne, Richard Goodwin                                  |                 |
| Miejsca w sercu                | Places in the Heart        | Tri-Star                                                  | Arlene Donovan                                                   |                 |
| Opowieści żołnierza            | A Soldier’s Story          | Caldix Columbia Pictures                                  | Norman Jewison, Ronald L. Schwary Patrick Palmer                 |                 |
| 1985                           |                            |                                                           |                                                                  |                 |
| Pożegnanie z Afryką            | Out of Africa              | Universal Pictures                                        | Sydney Pollack                                                   |                 |
| Kolor purpury                  | The Color Purple           | Warner Bros.                                              | Steven Spielberg, Kathleen Kennedy Frank Marshall i Quincy Jones |                 |
| Pocałunek kobiety pająka       | Kiss of the Spider Woman   | H.B. Filmes/Sugarloaf Films Island Alive                  | David Weisman                                                    |                 |
| Honor Prizzich                 | Prizzi’s Honor             | ABC Motion Pictures 20th Century Fox                      | John Foreman                                                     |                 |
| Świadek                        | Witness                    | Feldman Paramount Pictures                                | Edward S. Feldman                                                |                 |
| 1986                           |                            |                                                           |                                                                  |                 |
| Pluton                         | Platoon                    | Hemdale, Orion                                            | Arnold Kopelson                                                  |                 |
| Dzieci gorszego boga           | Children of a Lesser God   | Sugarman Paramount Pictures                               | Burt Sugarman, Patrick J. Palmer                                 |                 |
| Hannah i jej siostry           | Hannah and Her Sisters     | Rollins-Joffe, Orion                                      | Robert Greenhut                                                  |                 |
| Misja                          | The Mission                | Goldcrest/Kingsmere Warner Bros.                          | Fernando Ghia, David Puttnam                                     |                 |
| Pokój z widokiem               | A Room with a View         | Merchant Ivory Productions Cinecom                        | Ismail Merchant                                                  |                 |
| 1987                           |                            |                                                           |                                                                  |                 |
| Ostatni cesarz                 | The Last Emperor           | Hemdale, Columbia                                         | Jeremy Thomas                                                    |                 |
| Telepasja                      | Broadcast News             | 20th Century-Fox                                          | James L. Brooks                                                  |                 |
| Fatalne zauroczenie            | Fatal Attraction           | Jaffe/Lansing Paramount Pictures                          | Stanley R. Jaffe, Sherry Lansing                                 |                 |
| Nadzieja i chwała              | Hope and Glory             | Columbia Pictures Nelson Entertainment                    | John Boorman                                                     |                 |
| Wpływ księżyca                 | Moonstruck                 | Palmer & Jewison Metro-Goldwyn-Mayer                      | Patrick J. Palmer, Norman Jewison                                |                 |
| 1988                           |                            |                                                           |                                                                  |                 |
| Rain Man                       | Rain Man                   | Mirage Entertainment Star Partners II United Artists      | Mark Johnson                                                     |                 |
| Przypadkowy turysta            | The Accidental Tourist     | Warner Bros.                                              | Lawrence Kasdan, Charles Okun Michael Grillo                     |                 |
| Niebezpieczne związki          | Dangerous Liaisons         | NFH Productions Warner Bros.                              | Norma Heyman, Hank Moonjean                                      |                 |
| Missisipi w ogniu              | Mississippi Burning        | Orion Pictures Corporation                                | Frederick Zollo Robert F. Colesberry                             |                 |
| Pracująca dziewczyna           | Working Girl               | 20th Century Fox                                          | Douglas Wick                                                     |                 |
| 1989                           |                            |                                                           |                                                                  |                 |
| Wożąc panią Daisy              | Driving Miss Daisy         | Majestic Films International Zanuck Company. Warner Bros. | Richard D. Zanuck, Lili Fini Zanuck                              |                 |
| Urodzony 4 lipca               | Born on the Fourth of July | Ixtlan Corp. Universal Pictures                           | A. Kitman Ho, Oliver Stone                                       |                 |
| Stowarzyszenie Umarłych Poetów | Dead Poets’ Society        | Silver Screen Partners IV Touchstone Pictures             | Steven Haft, Paul Junger Witt Tony Thomas                        |                 |
| Pole marzeń                    | Field of Dreams            | Gordon Company Universal Pictures                         | Lawrence Gordon, Charles Gordon                                  |                 |
| Moja lewa stopa                | My Left Foot               | Ferndale Films Granada                                    | Noel Pearson                                                     |                 |

### 1990–1999
| Rok                        | Tytuł filmu                 | Tytuł oryginalny                                                       | Wytwórnia                                                                 | Producent filmu |
| -------------------------- | --------------------------- | ---------------------------------------------------------------------- | ------------------------------------------------------------------------- | --------------- |
| 1990                       |                             |                                                                        |                                                                           |                 |
| Tańczący z wilkami         | Dances with Wolves          | Tig Productions Majestic Films International Orion Pictures            | Jim Wilson, Kevin Costner                                                 |                 |
| Przebudzenia               | Awakenings                  | Columbia Pictures                                                      | Walter F. Parkes, Lawrence Lasker                                         |                 |
| Uwierz w ducha             | Ghost                       | Paramount Pictures                                                     | Lisa Weinstein                                                            |                 |
| Ojciec chrzestny III       | The Godfather, Part III     | Paramount Pictures Zoetrope Studios                                    | Francis Ford Coppola                                                      |                 |
| Chłopcy z ferajny          | Goodfellas                  | Warner Bros.                                                           | Irwin Winkler                                                             |                 |
| 1991                       |                             |                                                                        |                                                                           |                 |
| Milczenie owiec            | The Silence of the Lambs    | Orion Pictures                                                         | Edward Saxon, Kenneth Utt Ron Bozman                                      |                 |
| Piękna i Bestia            | Beauty and the Beast        | Walt Disney Pictures                                                   | Don Hahn                                                                  |                 |
| Bugsy                      | Bugsy                       | TriStar Pictures Desert Vision Mulholland Productions                  | Mark Johnson, Barry Levinson Warren Beatty                                |                 |
| JFK                        | JFK                         | Regency Enterprises Warner Bros.                                       | A. Kitman Ho, Oliver Stone                                                |                 |
| Książę przypływów          | The Prince of Tides         | Barwood Films Columbia Pictures Longfellow Pictures                    | Barbra Streisand, Andrew S. Karsch                                        |                 |
| 1992                       |                             |                                                                        |                                                                           |                 |
| Bez przebaczenia           | Unforgiven                  | Malpaso Productions Warner Bros.                                       | Clint Eastwood                                                            |                 |
| Gra pozorów                | The Crying Game             | Miramax                                                                | Stephen Woolley                                                           |                 |
| Ludzie honoru              | A Few Good Men              | Columbia Pictures Castle Rock Entertainment                            | Rob Reiner Andrew Scheinman                                               |                 |
| Powrót do Howards End      | Howards End                 | Sony Pictures Classics                                                 | Ismail Merchant                                                           |                 |
| Zapach kobiety             | Scent of a Woman            | City Light Films Universal Pictures                                    | Martin Brest                                                              |                 |
| 1993                       |                             |                                                                        |                                                                           |                 |
| Lista Schindlera           | Schindler’s List            | Amblin Entertainment Universal Pictures                                | Steven Spielberg, Gerald R. Molen Branko Lustig                           |                 |
| Ścigany                    | The Fugitive                | Warner Bros.                                                           | Arnold Kopelson                                                           |                 |
| W imię ojca                | In the Name of the Father   | Hell’s Kitchen Films Universal Pictures                                | Jim Sheridan                                                              |                 |
| Fortepian                  | The Piano                   | Australian Film Commission CiBy 2000                                   | Jane Campion                                                              |                 |
| Okruchy dnia               | The Remains of the Day      | Columbia Pictures Merchant-Ivory Productions                           | Mike Nichols, John Calley Ismail Merchant                                 |                 |
| 1994                       |                             |                                                                        |                                                                           |                 |
| Forrest Gump               | Forrest Gump                | Paramount Pictures                                                     | Wendy Finerman, Steve Tisch Steve Starkey                                 |                 |
| Cztery wesela i pogrzeb    | Four Weddings and a Funeral | PolyGram Film Entertainment Working Title Films                        | Duncan Kenworthy                                                          |                 |
| Pulp Fiction               | Pulp Fiction                | A Band Apart Jersey Films Miramax Films                                | Lawrence Bender                                                           |                 |
| Quiz Show                  | Quiz Show                   | Hollywood Pictures Wildwood Enterprises                                | Michael Jacobs, Julian Krainin Michael Nozick, Robert Redford             |                 |
| Skazani na Shawshank       | The Shawshank Redemption    | Castle Rock Entertainment Columbia Pictures                            | Niki Marvin                                                               |                 |
| 1995                       |                             |                                                                        |                                                                           |                 |
| Braveheart. Waleczne serce | Braveheart                  | Paramount Pictures 20th Century Fox                                    | Mel Gibson, Alan Ladd Jr. Bruce Davey                                     |                 |
| Apollo 13                  | Apollo 13                   | Imagine Entertainment Universal Pictures                               | Brian Grazer                                                              |                 |
| Babe – świnka z klasą      | Babe                        | Kennedy Miller Productions Universal Pictures                          | Bill Miller, George Miller Doug Mitchell                                  |                 |
| Listonosz                  | Il Postino                  | Blue Dahlia Productions Esterno Mediterraneo Film                      | Mario Cecchi Gori Vittorio Cecchi Gori Gaetano Daniele                    |                 |
| Rozważna i romantyczna     | Sense and Sensibility       | Columbia Pictures Mirage                                               | Lindsay Doran                                                             |                 |
| 1996                       |                             |                                                                        |                                                                           |                 |
| Angielski pacjent          | The English Patient         | J&M Entertainment Miramax Tiger Moth Productions                       | Saul Zaentz                                                               |                 |
| Fargo                      | Fargo                       | Gramercy Pictures PolyGram Filmed Entertainment Working Title Films    | Ethan Coen                                                                |                 |
| Jerry Maguire              | Jerry Maguire               | Gracie Films TriStar Pictures                                          | James L. Brooks, Laurence Mark Richard Sakai, Cameron Crowe               |                 |
| Sekrety i kłamstwa         | Secrets & Lies              | CiBy 2000, October Films Thin Man Films                                | Simon Channing-Williams                                                   |                 |
| Blask                      | Shine                       | Momentum Films Fine Line Features                                      | Jane Scott                                                                |                 |
| 1997                       |                             |                                                                        |                                                                           |                 |
| Titanic                    | Titanic                     | 20th Century Fox Lightstorm Entertainment Paramount Pictures           | James Cameron, Jon Landau                                                 |                 |
| Lepiej być nie może        | As Good as It Gets          | Gracie Films TriStar Pictures                                          | James L. Brooks, Kristi Zea Bridget Johnson                               |                 |
| Goło i wesoło              | The Full Monty              | 20th Century Fox Fox Searchlight Pictures                              | Uberto Pasolini                                                           |                 |
| Buntownik z wyboru         | Good Will Hunting           | Lawrence Bender Productions Miramax                                    | Lawrence Bender                                                           |                 |
| Tajemnice Los Angeles      | L.A. Confidential           | Regency Enterprises Warner Bros.                                       | Curtis Hanson, Arnon Milchan Michael G. Nathanson                         |                 |
| 1998                       |                             |                                                                        |                                                                           |                 |
| Zakochany Szekspir         | Shakespeare in Love         | Bedford Falls Productions Miramax Universal Pictures                   | David Parfitt, Donna Gigliotti Harvey Weinstein, Edward Zwick Marc Norman |                 |
| Szeregowiec Ryan           | Saving Private Ryan         | DreamWorks Mutual Film Company Paramount Pictures                      | Steven Spielberg, Ian Bryce Mark Gordon, Gary Levinsohn                   |                 |
| Życie jest piękne          | Life Is Beautiful           | Melampo Cinematografica Miramax                                        | Elda Ferri, Gianluigi Braschi                                             |                 |
| Elizabeth                  | Elizabeth                   | PolyGram Filmed Entertainment Working Title Films                      | Shekhar Kapur, Alison Owen Eric Fellner, Tim Bevan                        |                 |
| Cienka czerwona linia      | The Thin Red Line           | Fox 2000 Pictures Geisler-Roberdeau Phoenix Pictures                   | Robert Michael Geisler John Roberdeau, Grant Hill                         |                 |
| 1999                       |                             |                                                                        |                                                                           |                 |
| American Beauty            | American Beauty             | DreamWorks Jinks/Cohen Company                                         | Bruce Cohen, Dan Jinks                                                    |                 |
| Wbrew regułom              | The Cider House Rules       | Film Colony Miramax Films                                              | Richard N. Gladstein                                                      |                 |
| Zielona mila               | The Green Mile              | Darkwoods Productions Warner Bros.                                     | Frank Darabont, David Valdes                                              |                 |
| Informator                 | The Insider                 | Blue Light Productions Touchstone Pictures                             | Pieter Jan Brugge, Michael Mann                                           |                 |
| Szósty zmysł               | The Sixth Sense             | Hollywood Pictures Spyglass Entertainment The Kennedy/Marshall Company | Frank Marshall, Kathleen Kennedy Barry Mendel                             |                 |

### 2000–2009
| Rok                                    | Tytuł filmu                                       | Tytuł oryginalny                             | Wytwórnia                                                        | Producent filmu |
| -------------------------------------- | ------------------------------------------------- | -------------------------------------------- | ---------------------------------------------------------------- | --------------- |
| 2000                                   |                                                   |                                              |                                                                  |                 |
| Gladiator                              | Gladiator                                         | DreamWorks Universal Pictures                | Douglas Wick, David Franzoni Branko Lustig                       |                 |
| Czekolada                              | Chocolat                                          | Miramax                                      | David Brown, Kit Golden Leslie Holleran                          |                 |
| Przyczajony tygrys, ukryty smok        | Crouching Tiger, Hidden Dragon                    | Sony Pictures Classics                       | William Kong, Li-Kong Hsu Ang Lee                                |                 |
| Erin Brockovich                        | Erin Brockovich                                   | Universal Pictures Columbia Pictures         | Danny DeVito, Michael Shamberg Stacey Sher                       |                 |
| Traffic                                | Traffic                                           | USA Films                                    | Edward Zwick, Marshall Herskovitz Laura Bickford                 |                 |
| 2001                                   |                                                   |                                              |                                                                  |                 |
| Piękny umysł                           | A Beautiful Mind                                  | DreamWorks Universal Pictures                | Brian Grazer, Ron Howard                                         |                 |
| Gosford Park                           | Gosford Park                                      | USA Films                                    | Robert Altman, Bob Balaban David Levy                            |                 |
| Za drzwiami sypialni                   | In the Bedroom                                    | Miramax                                      | Graham Leader, Ross Katz Todd Field                              |                 |
| Władca Pierścieni: Drużyna Pierścienia | The Lord of the Rings: The Fellowship of the Ring | New Line Cinema Warner Bros.                 | Peter Jackson, Fran Walsh Barrie M. Osborne                      |                 |
| Moulin Rouge!                          | Moulin Rouge!                                     | 20th Century Fox                             | Martin Brown, Baz Luhrmann Fred Baron                            |                 |
| 2002                                   |                                                   |                                              |                                                                  |                 |
| Chicago                                | Chicago                                           | Miramax                                      | Martin Richards                                                  |                 |
| Gangi Nowego Jorku                     | Gangs of New York                                 | Miramax                                      | Alberto Grimaldi Harvey Weinstein                                |                 |
| Godziny                                | The Hours                                         | Paramount Pictures Miramax                   | Scott Rudin, Robert Fox                                          |                 |
| Władca Pierścieni: Dwie wieże          | The Lord of the Rings: The Two Towers             | New Line Cinema Warner Bros.                 | Peter Jackson, Fran Walsh Barrie M. Osborne                      |                 |
| Pianista                               | The Pianist                                       | Focus Features                               | Roman Polański, Alain Sarde Robert Benmussa                      |                 |
| 2003                                   |                                                   |                                              |                                                                  |                 |
| Władca Pierścieni: Powrót króla        | The Lord of the Rings: The Return of the King     | New Line Cinema Warner Bros.                 | Peter Jackson, Fran Walsh Barrie M. Osborne                      |                 |
| Między słowami                         | Lost in Translation                               | Focus Features                               | Ross Katz, Sofia Coppola                                         |                 |
| Pan i władca: Na krańcu świata         | Master and Commander: The Far Side of the World   | 20th Century Fox, Miramax Universal Pictures | Samuel Goldwyn Jr., Peter Weir Duncan Henderson                  |                 |
| Rzeka tajemnic                         | Mystic River                                      | Warner Bros.                                 | Robert Lorenz, Judie G. Hoyt Clint Eastwood                      |                 |
| Niepokonany Seabiscuit                 | Seabiscuit                                        | DreamWorks Universal Pictures                | Kathleen Kennedy, Gary Ross Frank Marshall                       |                 |
| 2004                                   |                                                   |                                              |                                                                  |                 |
| Za wszelką cenę                        | Million Dollar Baby                               | Warner Bros.                                 | Clint Eastwood, Albert S. Ruddy Tom Rosenburg                    |                 |
| Aviator                                | The Aviator                                       | Miramax Warner Bros.                         | Michael Mann, Graham King                                        |                 |
| Marzyciel                              | Finding Neverland                                 | Miramax                                      | Richard N. Gladstein Nellie Bellflower                           |                 |
| Ray                                    | Ray                                               | Universal Pictures                           | Taylor Hackford, Stuart Benjamin Howard Baldwin                  |                 |
| Bezdroża                               | Sideways                                          | Fox Searchlight                              | Michael London                                                   |                 |
| 2005                                   |                                                   |                                              |                                                                  |                 |
| Miasto gniewu                          | Crash                                             | Lions Gate                                   | Paul Haggis, Cathy Schulman                                      |                 |
| Tajemnica Brokeback Mountain           | Brokeback Mountain                                | Focus Features                               | Diana Ossana, James Schamus                                      |                 |
| Capote                                 | Capote                                            | United Artists Sony Pictures Classics        | Caroline Baron, William Vince Michael Ohoven                     |                 |
| Good Night, and Good Luck              | Good Night, and Good Luck                         | Warner Bros.                                 | Grant Heslov                                                     |                 |
| Monachium                              | Munich                                            | DreamWorks Universal Pictures                | Steven Spielberg, Barry Mendel Kathleen Kennedy                  |                 |
| 2006                                   |                                                   |                                              |                                                                  |                 |
| Infiltracja                            | The Departed                                      | Warner Bros.                                 | Graham King                                                      |                 |
| Babel                                  | Babel                                             | Paramount Vantage                            | Alejandro González Iñárritu Steve Golin, Jon Kilik               |                 |
| Listy z Iwo Jimy                       | Letters from Iwo Jima                             | Warner Bros.                                 | Clint Eastwood, Steven Spielberg Robert Lorenz                   |                 |
| Mała miss                              | Little Miss Sunshine                              | Fox Searchlight                              | David T. Friendly, Peter Saraf Marc Turtletaub                   |                 |
| Królowa                                | The Queen                                         | Miramax                                      | Andy Harries, Christine Langan Tracey Seaward                    |                 |
| 2007                                   |                                                   |                                              |                                                                  |                 |
| To nie jest kraj dla starych ludzi     | No Country for Old Men                            | Miramax Paramount Vantage                    | Scott Rudin, Ethan Coen Joel Coen                                |                 |
| Pokuta                                 | Atonement                                         | Focus Features                               | Tim Bevan, Eric Fellner Paul Webster                             |                 |
| Juno                                   | Juno                                              | Fox Searchlight                              | Lianne Halfon, Mason Novick Russell Smith                        |                 |
| Michael Clayton                        | Michael Clayton                                   | Warner Bros.                                 | Jennifer Fox, Kerry Orent Sydney Pollack                         |                 |
| Aż poleje się krew                     | There Will Be Blood                               | Miramax Paramount Vantage                    | Paul Thomas Anderson Daniel Lupi, JoAnne Sellar                  |                 |
| 2008                                   |                                                   |                                              |                                                                  |                 |
| Slumdog. Milioner z ulicy              | Slumdog Millionaire                               | Celador Films                                | Christian Colson                                                 |                 |
| Frost/Nixon                            | Frost/Nixon                                       | Imagine Entertainment                        | Brian Grazer, Ron Howard Eric Fellner                            |                 |
| Lektor                                 | The Reader                                        | Mirage Enterprises                           | Donna Gigliotti, Sydney Pollack Redmond Morris Anthony Minghella |                 |
| Obywatel Milk                          | Milk                                              | Focus Features                               | Bruce Cohen, Dan Jinks                                           |                 |
| Ciekawy przypadek Benjamina Buttona    | The Curious Case of Benjamin Button               | Warner Bros/Paramount Pictures               | Ceán Chaffin, Frank Marshall Kathleen Kennedy                    |                 |
| 2009                                   |                                                   |                                              |                                                                  |                 |
| The Hurt Locker. W pułapce wojny       | The Hurt Locker                                   | Summit Entertainment                         | Kathryn Bigelow, Mark Boal, Nicolas Chartier, Greg Shapiro       |                 |
| Avatar                                 | Avatar                                            | 20th Century Fox                             | James Cameron, Jon Landau                                        |                 |
| Wielki Mike. The Blind Side            | The Blind Side                                    | Warner Bros.                                 | Gil Netter, Andrew A. Kosove, Broderick Johnson                  |                 |
| Dystrykt 9                             | District 9                                        | TriStar Pictures                             | Peter Jackson, Carolynne Cunningham                              |                 |
| Bękarty wojny                          | Inglourious Basterds                              | The Weinstein Company Universal Studios      | Lawrence Bender                                                  |                 |
| Hej, skarbie                           | Precious: Based on the Novel „Push” by Sapphire   | Lions Gate Entertainment                     | Lee Daniels, Gary Magness, Sarah Siegel-Magness                  |                 |
| Poważny człowiek                       | A Serious Man                                     | Focus Features                               | Joel Coen, Ethan Coen                                            |                 |
| Odlot                                  | Up                                                | Walt Disney Pictures Pixar Animation Studios | Jonas Rivera                                                     |                 |
| W chmurach                             | Up in the Air                                     | Paramount Pictures                           | Daniel Dubiecki, Ivan Reitman, Jason Reitman                     |                 |
| Była sobie dziewczyna                  | An Education                                      | E1 Entertainment                             | Finola Dwyer, Amanda Posey                                       |                 |

### 2010–2019
| Rok                                   | Tytuł filmu                               | Tytuł oryginalny                                                                                                   | Wytwórnia                                                                          | Producent filmu |
| ------------------------------------- | ----------------------------------------- | --- | ---------------------------------------------------------------------------------- | --------------- |
| 2010                                  |                                           | |                                                                                    |                 |
| Jak zostać królem                     | The King’s Speech                         | Weinstein Company                                                                                                  | Iain Canning, Emile Sherman, Gareth Unwin                                          |                 |
| 127 godzin                            | 127 Hours                                 | Fox Searchlight | Danny Boyle, Christian Colson, John Smithson                                       |                 |
| Czarny łabędź                         | Black Swan                                | Fox Searchlight | Mike Medavoy, Brian Oliver, Scott Franklin                                         |                 |
| Do szpiku kości                       | Winter’s Bone                             | Anonymous Content                                                                                                  | Anne Rosellini, Alix Madigan                                                       |                 |
| Fighter                               | The Fighter                               | Paramount Pictures                                                                                                 | David Hoberman, Todd Lieberman, Mark Wahlberg                                      |                 |
| Incepcja                              | Inception                                 | Warner Bros. | Christopher Nolan, Emma Thomas                                                     |                 |
| Prawdziwe męstwo                      | True Grit                                 | Paramount Pictures                                                                                                 | Scott Rudin, Joel Coen, Ethan Coen                                                 |                 |
| Wszystko w porządku                   | The Kids Are All Right                    | Focus Features | Gary Gilbert, Celine Rattray, Jeffrey Levy-Hinte                                   |                 |
| The Social Network                    | The Social Network                        | Columbia Pictures                                                                                                  | Scott Rudin, Dana Brunetti, Michael De Luca, Ceán Chaffin                          |                 |
| Toy Story 3                           | Toy Story 3                               | Walt Disney Pictures, Pixar Animation Studios                                                                      | Darla K. Anderson                                                                  |                 |
| 2011                                  |                                           | |                                                                                    |                 |
| Artysta                               | The Artist                                | Weinstein Company                                                                                                  | Thomas Langmann                                                                    |                 |
| Czas wojny                            | War Horse                                 | Touchstone Pictures DreamWorks                                                                                     | Steven Spielberg, Kathleen Kennedy                                                 |                 |
| Drzewo życia                          | The Tree of Life                          | Fox Searchlight | Sarah Green, Bill Pohlad, Dede Gardner, Grant Hill                                 |                 |
| Hugo i jego wynalazek                 | Hugo                                      | Paramount Pictures                                                                                                 | Grahan King, Martin Scorsese                                                       |                 |
| Moneyball                             | Moneyball                                 | Columbia Pictures                                                                                                  | Michael De Luca, Rachael Horovitz, Brad Pitt                                       |                 |
| O północy w Paryżu                    | Midnight in Paris                         | Sony Pictures Classics                                                                                             | Letty Aronson, Stephen Tenenbaum                                                   |                 |
| Spadkobiercy                          | The Descendants                           | Fox Searchlight | Jim Burke, Alexander Payne, Jim Taylor                                             |                 |
| Strasznie głośno, niesamowicie blisko | Extremely Loud and Incredibly Close       | Warner Bros. | Scott Rudin                                                                        |                 |
| 2012                                  |                                           | |                                                                                    |                 |
| Operacja Argo                         | Argo                                      | Warner Bros. | Ben Affleck, George Clooney, Grant Heslov                                          |                 |
| Bestie z południowych krain           | Beasts of the Southern Wild               | Fox Searchlight | Michael Gottwald, Dan Janvey, Josh Penn                                            |                 |
| Django                                | Django Unchained                          | Columbia Pictures Weinstein Company                                                                                | Reginald Hudlin, Rob Weinstein, Harvey Weinstein, Pilar Savone                     |                 |
| Les Misérables. Nędznicy              | Les Misérables                            | Universal | Tim Bevan, Eric Fellner, Debra Hayward, Cameron Mackintosh                         |                 |
| Lincoln                               | Lincoln                                   | DreamWorks 20th Century Fox                                                                                        | Kathleen Kennedy, Steven Spielberg                                                 |                 |
| Miłość                                | Amour                                     | Sony Pictures Classics                                                                                             | Margaret Ménégoz, Stefan Arndt, Veit Heiduschka, Michael Katz                      |                 |
| Poradnik pozytywnego myślenia         | Silver Linings Playbook                   | Weinstein Company                                                                                                  | Bruce Cohen, Donna Gigliotti, Jonathan Gordon                                      |                 |
| Wróg numer jeden                      | Zero Dark Thirty                          | Columbia Pictures                                                                                                  | Kathryn Bigelow, Mark Boal, Megan Ellison                                          |                 |
| Życie Pi                              | Life of Pi                                | 20th Century Fox                                                                                                   | Gil Netter, Ang Lee, David Womark                                                  |                 |
| 2013                                  |                                           | |                                                                                    |                 |
| Zniewolony. 12 Years a Slave          | 12 Years a Slave                          | Fox Searchlight | Brad Pitt, Dede Gardner, Jeremy Kleiner, Steve McQueen, Anthony Katagas            |                 |
| American Hustle                       | American Hustle                           | Columbia Pictures                                                                                                  | Charles Roven, Richard Suckle, Megan Ellison, Jonathan Gordon                      |                 |
| Grawitacja                            | Gravity                                   | Warner Bros. | Alfonso Cuarón, David Heyman                                                       |                 |
| Kapitan Phillips                      | Captain Phillips                          | Columbia Pictures                                                                                                  | Scott Rudin, Dana Brunetti, Michael De Luca                                        |                 |
| Nebraska                              | Nebraska                                  | Paramount Vantage                                                                                                  | Albert Berger, Ron Yerxa                                                           |                 |
| Ona                                   | Her                                       | Warner Bros. | Megan Ellison, Spike Jonze, Vincent Landay                                         |                 |
| Tajemnica Filomeny                    | Philomena                                 | The Weinstein Company                                                                                              | Gabrielle Tana, Steve Coogan, Tracey Seaward                                       |                 |
| Wilk z Wall Street                    | The Wolf of Wall Street                   | Paramount Pictures                                                                                                 | Martin Scorsese, Leonardo DiCaprio, Joey McFarland, Emma Tillinger Koskoff         |                 |
| Witaj w klubie                        | Dallas Buyers Club                        | Focus Features | Robbie Brenner, Rachel Winter                                                      |                 |
| 2014                                  |                                           | |                                                                                    |                 |
| Birdman                               | Birdman                                   | New Regency Pictures M Productions Le Grisbi Productions                                                           | Alejandro González Iñárritu, James W. Skotchdopole, John Lesher, Arnon Milchan     |                 |
| Snajper                               | American Sniper                           | Warner Bros | Clint Eastwood, Robert Lorenz, Andrew Lazar, Bradley Cooper, Peter Morgan          |                 |
| Boyhood                               | Boyhood                                   | Detour Filmproduction IFC Films United International Pictures Universal Pictures                                   | Richard Linklater, Cathleen Sutherland Jonathan Sehring, John Sloss                |                 |
| Grand Budapest Hotel                  | The Grand Budapest Hotel                  | American Empirical Pictures Indian Paintbrush Scott Rudin Productions Studio Babelsberg                            | Wes Anderson, Jeremy Dawson Steven M. Rales, Scott Rudin                           |                 |
| Gra tajemnic                          | The Imitation Game                        | Black Bear Pictures, Bristol Automotive                                                                            | Teddy Schwarzman, Ido Ostrowsky, Nora Grossman                                     |                 |
| Selma                                 | Selma                                     | Cloud Eight Films, Celador Films, Pathé, Harpo Film Productions, Plan B Entertainment                              | Christian Colson, Dede Gardner, Jeremy Kleiner, Oprah Winfrey                      |                 |
| Teoria wszystkiego                    | The Theory of Everything                  | Working Title Films                                                                                                | Tim Bevan, Lisa Bruce, Eric Fellner, Anthony McCarten                              |                 |
| Whiplash                              | Whiplash                                  | Bold Films Blumhouse Productions Right of Way Films                                                                | Jason Blum, Helen Estabrook, David Lancaster Michel Litvak                         |                 |
| 2015                                  |                                           | |                                                                                    |                 |
| Spotlight                             | Spotlight                                 | Anonymous Content, First Look Media, Participant Media, Rocklin/Faust                                              | Michael Sugar, Steve Golin, Nicole Rocklin, Blye Pagon Faust                       |                 |
| Big Short                             | The Big Short                             | Plan B Entertainment Regency Enterprises                                                                           | Dede Gardner, Jeremy Kleiner, Arnon Milchan, Brad Pitt                             |                 |
| Most szpiegów                         | Bridge of Spies                           | 20th Century Fox                                                                                                   | Steven Spielberg, Marc Platt, Kristie Macosko Krieger                              |                 |
| Brooklyn                              | Brooklyn                                  | 20th Century Fox                                                                                                   | Finola Dwyer, Amanda Posey                                                         |                 |
| Mad Max: Na drodze gniewu             | Mad Max: Fury Road                        | Warner Bros. Pictures                                                                                              | Doug Mitchell, George Miller                                                       |                 |
| Marsjanin                             | The Martian                               | 20th Century Fox                                                                                                   | Simon Kinberg, Ridley Scott, Michael Schaefer, Mark Huffam                         |                 |
| Zjawa                                 | The Revenant                              | Anonymous Content, Appian Way, M Productions, New Regency Pictures, RatPac-Dune Entertainment, Regency Enterprises | Arnon Milchan, Steve Golin, Alejandro G. Iñárritu, Mary Parent, Keith Redmon       |                 |
| Pokój                                 | Room                                      | A24, Element Pictures, No Trace Camping                                                                            | Ed Guiney                                                                          |                 |
| 2016                                  |                                           | |                                                                                    |                 |
| Moonlight                             | Moonlight                                 | A24, Plan B Entertainment                                                                                          | Dede Gardner, Jeremy Kleiner, Adele Romanski                                       |                 |
| Nowy początek                         | Arrival                                   | FilmNation Entertainment, Lava Bear Films, 21 Laps Entertainment                                                   | Shawn Levy, Dan Levine, Aaron Ryder, David Linde                                   |                 |
| Płoty                                 | Fences                                    | Paramount Pictures                                                                                                 | Todd Black, Scott Rudin, Denzel Washington,                                        |                 |
| Przełęcz ocalonych                    | Hacksaw Ridge                             | Cross Creek Pictures, Demarest Media, Icon Productions, Pandemonium                                                | Bill Mechanic, David Permut                                                        |                 |
| Aż do piekła                          | Hell or High Water                        | Film 44, OddLot Entertainment, Sidney Kimmel Entertainment                                                         | Carla Hacken, Julie Yorn                                                           |                 |
| Ukryte działania                      | Hidden Figuares                           | Fox 2000 Pictures, Chernin Entertainment, Levantine Films, TSG Entertainment                                       | Donna Gigliotti, Peter Chernin, Jenno Topping, Pharrell Williams, Theodore Melfi   |                 |
| La La Land                            | La La Land                                | Gilbert Films, Impostor Pictures, Marc Platt Productions                                                           | Fred Berger, Gary Gilbert, Jordan Horowitz, Marc Platt                             |                 |
| Lion. Droga do domu                   | Lion                                      | See-Saw Films, Narrative Capital                                                                                   | Iain Canning, Angie Fielder, Emile Sherman                                         |                 |
| Manchester by the Sea                 | Manchester by the Sea                     | Pearl Street Films, The Media Farm, Affleck/Middleton Project, B Story, CMP                                        | Lauren Beck, Matt Damon, Kimberly Steward, Chris Moore, Kevin J. Walsh             |                 |
| 2017                                  |                                           | |                                                                                    |                 |
| Kształt wody                          | The Shape of Water                        | Fox Searchlight Pictures                                                                                           | Guillermo del Toro, J. Miles Dale                                                  |                 |
| Tamte dni, tamte noce                 | Call Me by Your Name                      | Frenesy Film Company, Water’s End Productions, 21 M.Y.R.A. Entertainment                                           | Luca Guadagnino, James Ivory                                                       |                 |
| Czas mroku                            | Darkest Hour                              | Focus Features | Eric Fellner, Anthony McCarten, Douglas Urbanski,                                  |                 |
| Uciekaj!                              | Get Out                                   | Blumhouse Productions                                                                                              | Sean McKittrick, Jordan Peele                                                      |                 |
| Lady Bird                             | Lady Bird                                 | Universal Pictures                                                                                                 | Evelyn O’Neil, Eli Bush                                                            |                 |
| Nić widmo                             | Phantom Thread                            | Focus Features | JoAnne Sellar, Paul Thomas Anderson, Megan Ellison, Daniel Lupi                    |                 |
| Czwarta władza                        | The Post                                  | 20th Century Fox                                                                                                   | Steven Spielberg, Kristie Macosko Krieger, Amy Pascal                              |                 |
| Dunkierka                             | Dunkirk                                   | Warner Bros. | Emma Thomas, Christopher Nolan                                                     |                 |
| Trzy billboardy za Ebbing, Missouri   | Three Billboards Outside Ebbing, Missouri | 20th Century Fox                                                                                                   | Martin McDonagh, Graham Broadbent, Pete Czernin                                    |                 |
| 2018                                  |                                           | |                                                                                    |                 |
| Green Book                            | Green Book                                | DreamWorks Pictures                                                                                                | Peter Farrelly, Jim Burke, Brian Hayes Currie, Nick Vallelonga, Charles B. Wessler |                 |
| Czarne bractwo. BlacKkKlansman        | BlacKkKlansman                            | United International Pictures.                                                                                     | Spike Lee, Jordan Peele, Raymond Mansfield, Jason Blum, Sean McKittrick            |                 |
| Faworyta                              | Favourite                                 | Imperial CinePix                                                                                                   | Jorgos Lantimos, Lee Magiday, Ed Guiney, Ceci Dempsey                              |                 |
| Narodziny gwiazdy                     | A Star Is Born                            | Warner Bros. | Bradley Cooper, Lynette Howell Taylor, Bill Gerber                                 |                 |
| Roma                                  | Roma                                      | Netflix | Alfonso Cuarón, Gabriela Rodriguez                                                 |                 |
| Vice                                  | Vice                                      | Forum Film | Adam McKay, Kevin J. Messick, Jeremy Kleiner, Dede Gardner                         |                 |
| Bohemian Rhapsody                     | Bohemian Rhapsody                         | 20th Century Fox                                                                                                   | Graham King                                                                        |                 |
| Czarna Pantera                        | Black Panther                             | Walt Disney Pictures                                                                                               | Kevin Feige                                                                        |                 |
| 2019                                  |                                           | |                                                                                    |                 |
| Parasite                              | 기생충 (Gi-saeng-chung)                   | CJ Entertainment                                                                                                   | Bong Joon-ho, Kwak Sin-ae                                                          |                 |
| 1917                                  | 1917                                      | DreamWorks. | Sam Mendes, Jayne-Ann Tenggren, Pippa Harris, Callum McDougall                     |                 |
| Historia małżeńska                    | Marriage Story                            | Netflix. | Noah Baumbach, David Heyman                                                        |                 |
| Irlandczyk                            | The Irishman                              | Netflix | Martin Scorsese, Robert De Niro, Emma Tillinger Koskoff, Jane Rosenthal            |                 |
| Jojo Rabbit                           | Jojo Rabbit                               | Fox Searchlight Pictures                                                                                           | Taika Waititi, Carthew Neal, Chelsea Winstanley                                    |                 |
| Pewnego razu... w Hollywood           | Once Upon a Time in Hollywood             | Sony Pictures Releasing                                                                                            | Quentin Tarantino, Shannon McIntosh, David Heyman                                  |                 |
| Joker                                 | Joker                                     | Warner Bros. Pictures                                                                                              | Todd Phillips, Bradley Cooper, Emma Tillinger Koskoff                              |                 |
| Małe kobietki                         | Little Women                              | Sony Pictures | Amy Pascal, Denise Di Novi, Robin Swincord                                         |                 |
| Le Mans ’66                           | Ford v Ferrari                            | 20th Century Fox                                                                                                   | James Mangold, Jenno Topping, Peter Chernin                                        |                 |

### 2020–2029
| Rok                             | Tytuł filmu                       | Tytuł oryginalny | Wytwórnia                                                                              | Producent filmu |
| ------------------------------- | --------------------------------- | --- | -------------------------------------------------------------------------------------- | --------------- |
| 2020                            |                                   | |                                                                                        |                 |
| Nomadland                       | Nomadland                         | Highwayman Films Productions | Frances McDormand, Peter Spears, Mollye Asher, Dan Janvey, Chloé Zhao                  |                 |
| Judasz i Czarny Mesjasz         | Judas and the Black Messiah       | Warner Bros. Pictures | Charles D. King, Ryan Coogler, Shaka King                                              |                 |
| Mank                            | Mank                              | Netflix | Cean Chaffin, Eric Roth, Douglas Urbanski                                              |                 |
| Minari                          | 미나리 (Minari)                   | A24 | Dede Gardner, Jeremy Kleiner, Christina Oh                                             |                 |
| Ojciec                          | The Father                        | Lionsgate | David Parfitt, Jean-Louis Livi, Philipe Carcassone, Christophe Spadone, Simon Friend   |                 |
| Obiecująca. Młoda. Kobieta.     | Promising Young Woman             | Focus Features | Margot Robbie, Josey McNamara, Tom Ackerley, Ben Browning, Ashley Fox, Emerald Fennell |                 |
| Dźwięk metalu                   | Sound of Metal                    | Amazon Studios | Bill Benz, Kathy Benz, Bert Hamelinck, Sacha Ben Harroche                              |                 |
| Proces Siódemki z Chicago       | The Trial of the Chicago 7        | Netflix | Stuart M. Besser, Matt Jackson, Marc Platt, Tyler Thompson                             |                 |
| 2021                            |                                   | |                                                                                        |                 |
| CODA                            | CODA                              | Pathé Films, Vendôme Pictures | Philippe Rousselet, Fabrice Gianfermi, Patrick Wachsberger                             |                 |
| Psie pazury                     | The Power of the Dog              | New Zealand Film Commission, Bad Girl Creek, Max Films, See-Saw Films, Cross City Films, BBC Film | Jane Campion, Tanya Seghatchian, Emile Sherman, Iain Canning, Roger Frappier           |                 |
| Licorice Pizza                  | Licorice Pizza                    | Metro-Goldwyn-Mayer, Focus Features, Bron Creative, Ghoulardi Film Company | Sara Murphy, Adam Somner, Paul Thomas Anderson                                         |                 |
| King Richard: Zwycięska rodzina | King Richard                      | Westbrook Studios, Star Thrower Entertainment, Keepin’ It Reel | Tim White, Trevor White, Will Smith                                                    |                 |
| Diuna                           | Dune                              | Legendary Pictures, Villeneuve Films, Warner Bros. | Mary Parent, Denis Villeneuve, Cale Boyter                                             |                 |
| Zaułek koszmarów                | Nightmare Alley                   | Searchlight Pictures, TSG Entertainment, Double Dare You Productions | Guillermo del Toro, J. Miles Dale, Bradley Cooper                                      |                 |
| Nie patrz w górę                | Don’t Look Up                     | Hyperobject Industries, Bluegrass Films | Adam McKay, Kevin Messick                                                              |                 |
| Belfast                         | Belfast                           | Nothern Ireland Screen, TKBC | Laura Berwick, Kenneth Branagh, Becca Kovacik, Tamar Thomas                            |                 |
| West Side Story                 | West Side Story                   | Amblin Entertainment, TSG Entertainment | Steven Spielberg, Kristie Macosko Krieger                                              |                 |
| Drive My Car                    | Doraibu Mai Kā                    | C&I Entertainment, Culture Entertainment, Bitters End | Teruhisa Yamamoto                                                                      |                 |
| 2022                            |                                   | |                                                                                        |                 |
| Wszystko wszędzie naraz         | Everything Everywhere All at Once | IAC Films, Gozie AGBO, Year of the Rat, Ley Line Entertainment | Daniel Kwan i Daniel Scheinert oraz Jonathan Wang                                      |                 |
| Na Zachodzie bez zmian          | Im Westen nichts Neues            | Amusement Park | Malte Grunert                                                                          |                 |
| Avatar: Istota wody             | Avatar: The Way of Water          | 20th Century Studios, TSG Entertainment II, Lightstorm Entertainment | James Cameron i Jon Landau                                                             |                 |
| Duchy Inisherin                 | The Banshees of Inisherin         | Film4 Productions, Blueprint Pictures, TSG Entertainment, Searchlight Pictures | Graham Broadbent, Peter Czernin i Martin McDonagh                                      |                 |
| Elvis                           | Elvis                             | Warner Bros. Pictures, Bazmark Films, The Jackal Group | Baz Luhrmann, Catherine Martin, Gail Berman, Patrick McCormick i Schuyler Weiss        |                 |
| Fabelmanowie                    | The Fabelmans                     | Amblin Entertainment, Reliance Entertainment | Kristie Macosko Krieger, Steven Spielberg i Tony Kushner                               |                 |
| Tár                             | Tár                               | Standard Film Company, EMJAG Productions | Todd Field, Alexandra Milchan i Scott Lambert                                          |                 |
| Top Gun: Maverick               | Top Gun: Maverick                 | Paramount Pictures, Skydance, TC Productions, Don Simpson/Jerry Bruckheimer Films | Tom Cruise, Christopher McQuarrie, David Ellison i Jerry Bruckheimer                   |                 |
| W trójkącie                     | Triangle of Sadness               | Imperative Entertainment, Film i Väst, BBC Film, 30West, Plattform Produktion, Essential Films, Coproduction Office, Sveriges Television, ZDF/Arte, Arte France Cinéma, TRT Sinema, Svenska Filminstitutet, Eurimages – Council of Europe, Medienboard Berlin-Brandenburg, The Danish Film Institute, MOIN – Film Fund Hamburg Schelswig-Holstein, BFI, Nordisk Film & TV Fond, Arte France, DR, Canal+, Ciné+, Heretic, Bord Cadre Films, Sovereign Films, Piano | Erik Hemmendorff i Philippe Bober                                                      |                 |
| Głosy kobiet                    | Women Talking                     | Orion Pictures, Plan B Entertainment, Hear/Say Productions | Dede Gardner, Jeremy Kleiner i Frances McDormand                                       |                 |